# Pedro de Soto
Pedro de Soto (Alcalá de Henares, 1498 - Trento, 1563) fue un teólogo español que participó en el Concilio de Trento y fue confesor de Carlos I de España.

## Biografía
Según las crónicas Pedro nació en Alcalá de Henares. Era hermano de Garci Rodríguez de Vergara, explorador y conquistador del Río de la Plata, originario de Fontiveros (Ávila). Su padre era Pedro Rodríguez de Soto, hijo del licenciado García Rodríguez de Hontiveros, del consejo real; y su madre, María de Vergara, vecina de Ávila.
Fraile dominico del convento de San Esteban de Salamanca (1519), prior de los conventos de Talavera y Ocaña (hasta 1538), vicario general de su orden en Alemania, confesor real del emperador Carlos V y catedrático de teología en las universidades de Salamanca, Dilinga, Cambridge y Oxford (en ésta en una cátedra ad hoc). Intervino en el Concilio de Trento. Formó parte de la denominada escuela de Salamanca. Entre sus discípulos estuvo Domingo Báñez.
No conviene confundirle con el también dominico salmantino de San Esteban, también confesor real y también padre conciliar de mismo apellido: Domingo de Soto. Coincidieron en Augsburgo entre febrero y agosto de 1548, donde ambos intervenían como teólogos católicos en la redacción del Interim de la Dieta de Augsburgo que pretendía conciliar las opiniones discrepantes con los protestantes, aunque no fue aceptado por estos. Domingo sustituyó a Pedro como confesor real, pues este había pedido licencia para volver a España. Tanto Pedro como Domingo intentaron, pero no consiguieron, obstaculizar la influencia que el cardenal Granvela tenía sobre Carlos V.
En Dilinga, donde estuvo seis años, disputó con los teólogos protestantes y trabajó con el obispo de Augsburgo para establecer un cuerpo académico católico. Tuvo que abandonar su cátedra como consecuencia de la rebelión de Mauricio de Sajonia.

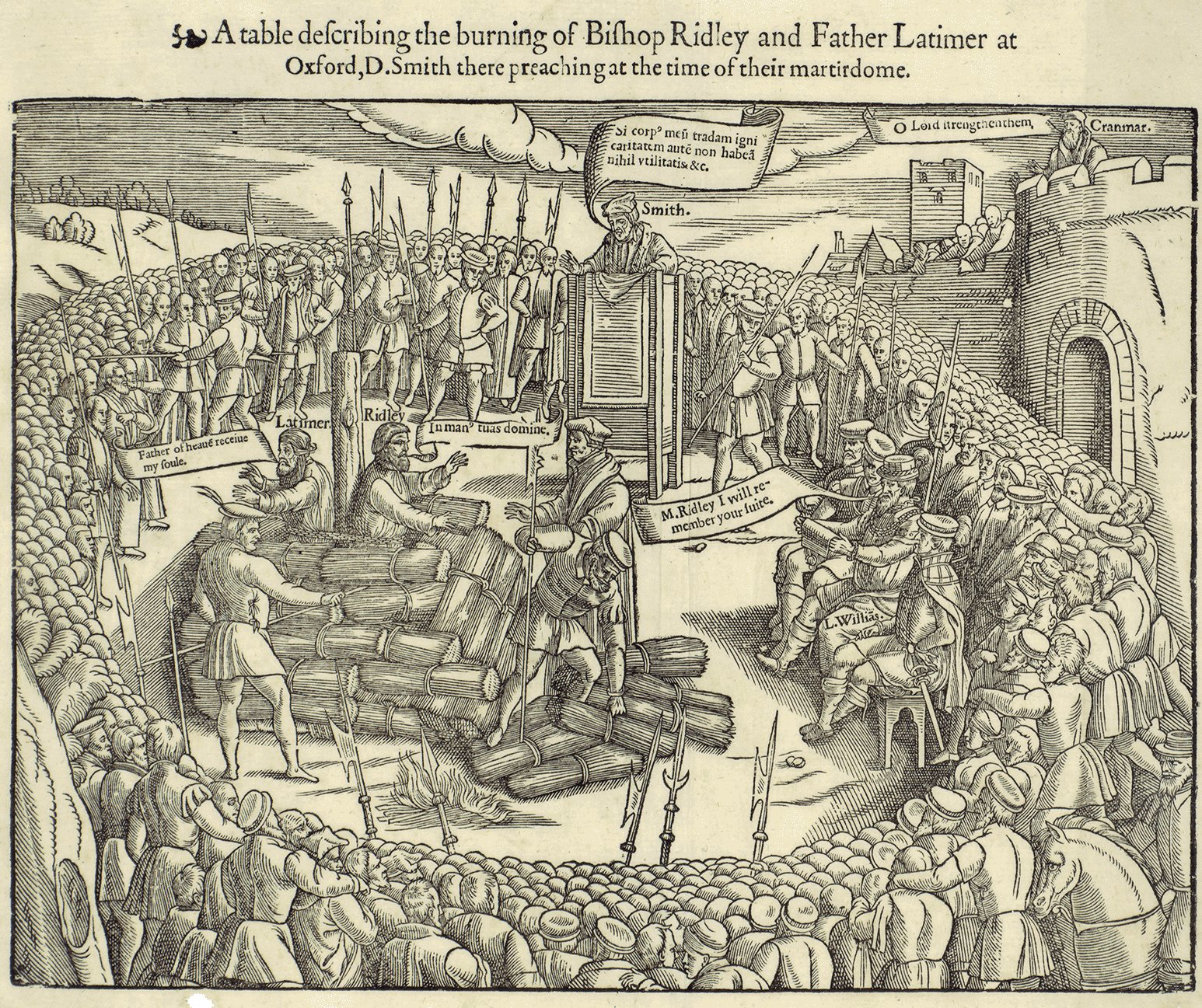
Ejecución de los Mártires de Oxford (1555), en un grabado de John Foxe.

En mayo de 1555 fue enviado a Londres para tomar parte en el proceso que llevó a la ejecución de los mártires de Oxford (los obispos Hugh Latimer y Nicholas Ridley y el arzobispo de Canterbury Thomas Cranmer). Apoyó la actividad de Reginald Pole para la vuelta de Inglaterra al catolicismo bajo el reinado de María I. Fue profesor de teología en la Universidad de Oxford entre octubre de 1555 y agosto de 1556, con un curso sobre las Sententiarum ("Sentencias") de Pedro Lombardo, para lo que se le asignó temporalmente la cátedra de hebreo. Pasó a la Universidad de Cambridge hasta 1558, cuando abandonó Inglaterra como consecuencia de la nueva situación político-religiosa (la muerte de la reina María y su sucesión por Isabel).
Fue el primer teólogo del papa Pío IV en la tercera convocatoria del Concilio de Trento (1559).

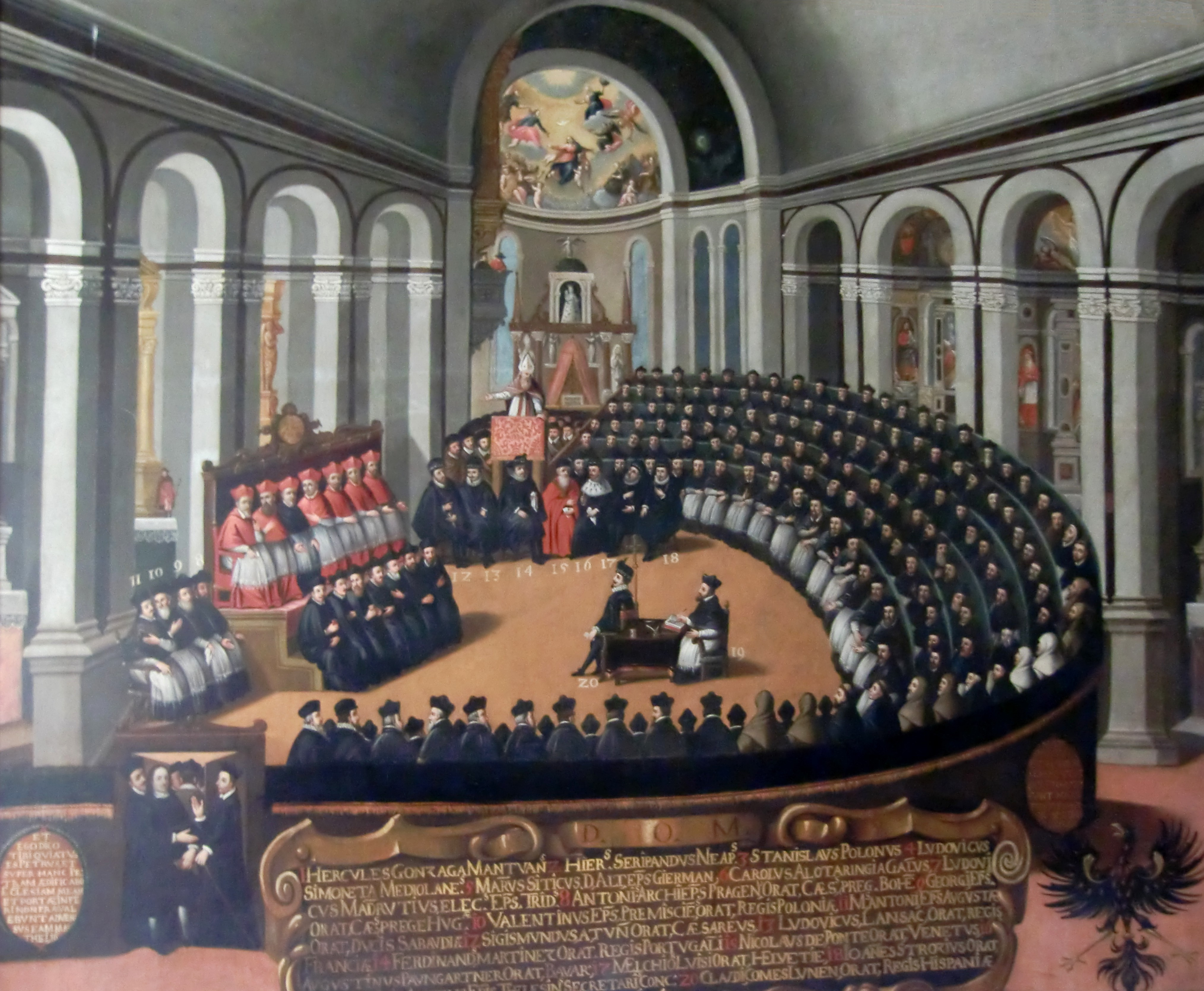
Una sesión del Concilio de Trento, donde Soto fue llamado a instancias de Pío IV en 1559.

En 1560 fue acusado en Valladolid ante la Inquisición española de estar influido por el luteranismo, principalmente por haber solicitado el imprimatur del Catecismo de Bartolomé Carranza y por sus intervenciones en el Concilio.
Durante el Concilio escribió unos poemas basados en la Biblia, Preces speciales (oraciones especiales), que fueron musicados por el compositor flamenco Jacobus de Kerle; consta que estos poemas influyeron en las deliberaciones de los padres conciliares sobre la música sacra. Continuó en Trento hasta su muerte, sin que el proceso que se le seguía en España pasara de sus fases iniciales.
Para Antonio Agustín, la teología de Pedro de Soto era superior a la de Melchor Cano, recomendando especialmente De institucione sacerdotum, Institutione christianarum, Doctrinae catholicae compendium y Defensio catholicae fidei.